# Alma gemela (canción)
«Alma gemela» es una canción interpretada por grupo femenil mexicano Flans, extraído de su cuarto álbum de estudio del mismo título (1988). Este fue lanzado como el primer sencillo del material.
La canción es incluida del álbum IIM del año 2002, es compuesta por los autores Mariano Pérez, Carlos Gómez y José Antonio García Morato. La voz principal de la canción es interpretada por Ilse, a coros con Mimi e Ivonne.
El tema fue nuevamente interpretado y versionado por las integrantes de Flans —Ilse, Ivonne y Mimí— durante su gira Tour Flans Primera fila e incluida en el álbum en vivo Primera fila: Flans de 2014, álbum por el cual el grupo musical obtienen disco de oro, y disco de platino por altas ventas en México.